# Ricardo Antonio Suriñach Carreras
Ricardo Antonio Suriñach Carreras (ur. 1 kwietnia 1928 w Mayagüez, zm. 19 stycznia 2005) – portorykański duchowny katolicki, biskup diecezji Ponce w latach 2000-2003.

## Życiorys

### Prezbiterat
Święcenia kapłańskie przyjął 13 kwietnia 1957 i został inkardynowany do diecezji Ponce. Po kilkuletnim stażu duszpasterskim wyjechał do Nowego Jorku i podjął studia doktoranckie z pedagogiki na Fordham University. Po ukończeniu tych studiów powrócił do Ponce i rozpoczął pracę na miejscowym uniwersytecie.

### Episkopat
26 maja 1975 papież Paweł VI mianował go biskupem pomocniczym diecezji Ponce i biskupem tytularnym Aquae Albae in Mauretania. Sakry biskupiej udzielił mu 25 lipca tegoż roku ówczesny ordynariusz tejże diecezji, bp Juan Fremiot Torres Oliver. 10 listopada 2000 został prekonizowany biskupem Ponce; urząd objął 30 listopada.
11 czerwca 2003 przeszedł na emeryturę.